# Grimaucourt-en-Woëvre
Grimaucourt-en-Woëvre ist eine französische Gemeinde mit 97 Einwohnern (Stand: 1. Januar 2022) im Département Meuse in der Region Grand Est (vor 2016: Lothringen). Sie gehört zum Arrondissement Verdun und zum Kanton Belleville-sur-Meuse. 

## Geographie
Grimaucourt-en-Woëvre liegt in der Landschaft Woëvre, etwa 23 Kilometer ostnordöstlich von Verdun am Flüsschen Eix. Umgeben wird Grimaucourt-en-Woëvre mit den Nachbargemeinden Moranville im Westen und Norden, Herméville-en-Woëvre im Nordosten und Osten, Ville-en-Woëvre im Osten und Südosten, Manheulles im Südosten und Süden, Watronville im Süden und Südwesten, Châtillon-sous-les-Côtes im Südwesten sowie Blanzée im Westen.

## Bevölkerungsentwicklung
| Jahr                       | 1962 | 1968 | 1975 | 1982 | 1990 | 1999 | 2006 | 2019 |
| Einwohner                  | 97   | 97   | 98   | 88   | 83   | 68   | 87   | 102  |
| Quellen: Cassini und INSEE |      |      |      |      |      |      |      |      |

## Sehenswürdigkeiten
- Kirche Saint-Laurent aus dem 14. Jahrhundert, im 17. Jahrhundert rekonstruiert und 1925 neu aufgebaut

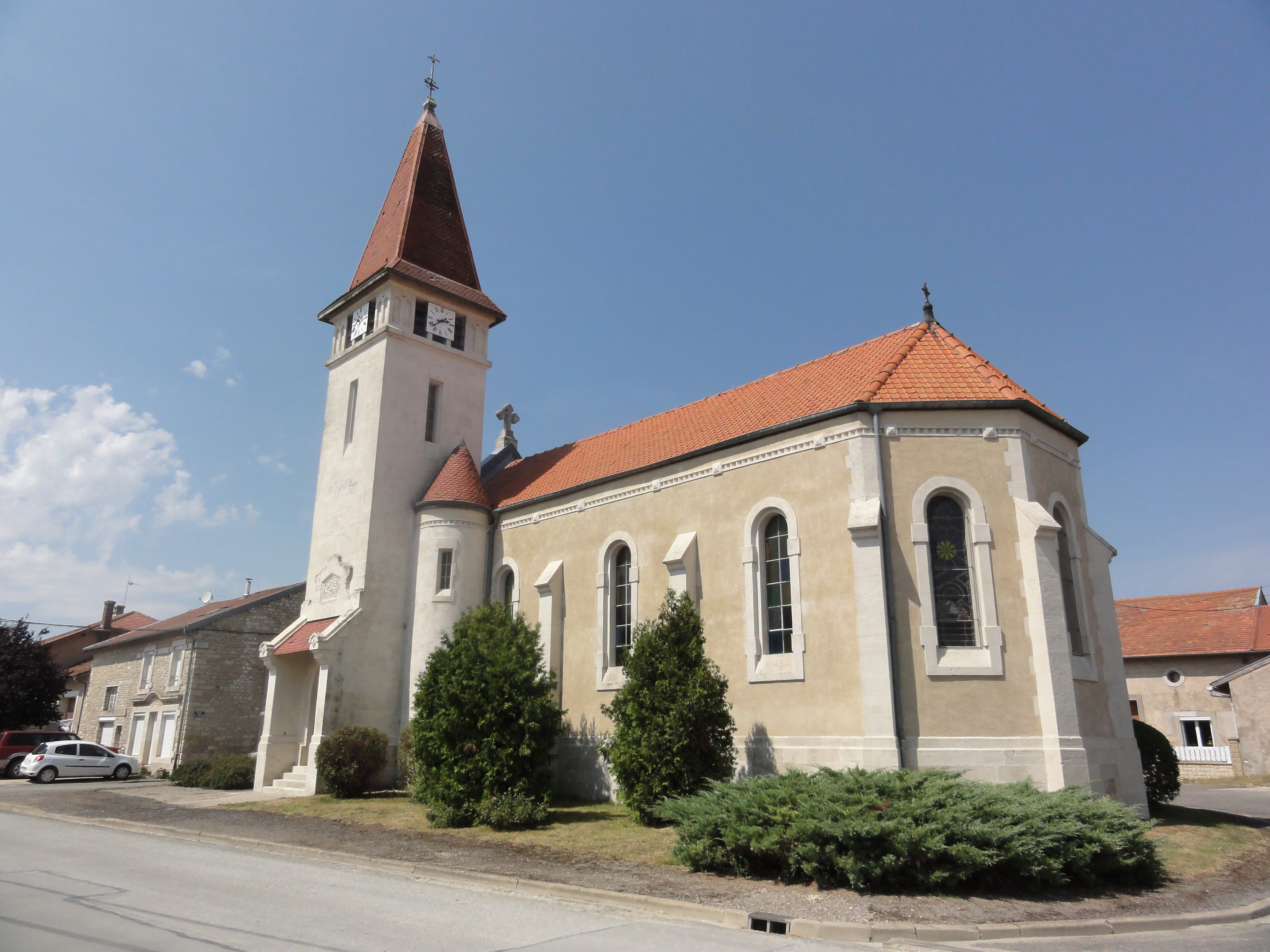
Kirche Saint-Laurent